# Debbie Clarke
Debbie Clarke (* 25. August 1983) ist eine walisische Folkpopsängerin.

## Biografie
Aufgewachsen ist Debbie Clarke im ländlichen Wye Valley an der Südostgrenze von Wales. Mit neun Jahren wollte sie erstmals Sängerin werden und mit 20 Jahren ging sie an die Royal Academy of Music in London, um klassischen Gesang zu studieren. Neben dem Studium trat sie aber in Londoner Clubs mit Folkmusik auf und entschied sich schließlich, diese Richtung einzuschlagen. Sie rang sich zu einer Bewerbung beim Produzenten Tony Visconti durch, der sie umgehend annahm und mit ihr das Debütalbum Manhattanhenge aufnahm. Die Aufnahmen entstanden in Wales, während Visconti von New York aus die Produktion leitete und fertigstellte. Im Juni 2012 erschien das Album und platzierte sich in Deutschland auf Position 77 in den Charts.

## Diskografie
Alben
- Manhattanhenge (2012)

EPs
- Debbie Clarke-Singer EP (2010)[4]